# Christophe Dutarte
Christophe Dutarte est l'entraîneur-chef de l'équipe masculine de soccer les Citadins de l'Université du Québec à Montréal.

## Biographie
Christophe Dutarte occupe le poste d’entraîneur-chef des Citadins depuis 1997. Sous sa direction, l’équipe de l'UQAM a participé 18 fois aux séries éliminatoires, ainsi qu’à 11 finales  provinciales et 7 championnats canadiens de 1997 à 2019
Il est entraîneur au Québec depuis 1997 et détient une licence B provinciale de l’Association canadienne de soccer depuis 2001, ainsi que différentes formations dans des clubs professionnels tels le Racing Club de Lens, l’Olympique de Marseille, Association de la jeunesse auxerroise, Stade de Reims et l’ESTAC Troyes. Il a été également directeur de cours pour la Fédération de soccer du Québec. Il est également entraîneur-adjoint à l'Attak de Trois-Rivières en 2009.

## Palmarès
- 5ème place aux championnats canadiens universitaires en 2017 et 2018
- Finaliste provinciale en 2017 et 2018
- Médaillé d’argent aux championnats canadiens universitaires en 2016
- Entraîneur de l’année au Québec de la fondation de l’athlète par excellence au Québec (FAEQ) en 2016
- Entraîneur de l’année au Canada en 2015
- Entraîneur de l’année universitaire au Québec en 2014 et 2015
- Champion québécois 2014, 2015 et 2016
- Champion québécois en saison intérieure en 2009[2]
- Entraîneur universitaire de l’année au Québec en 2005[3]
- Entraîneur de l’année U18 lasculin, Ligue de soccer élite du Québec en 2005
- Médaillé de bronze au championnat canadien U17 féminin en 2002
- Médaillé de bronze au championnat canadien universitaire en 1998
- Champion québécois universitaire en 1998